# Jan Cvitkovič
Jan Cvitkovič (Ljubljana, 1966) és un director de cinema, guionista i actor eslovè.

## Vida i carrera
Va assistir a l'escola primària a Tolmin i va acabar els estudis de batxillerat a Idrija. Es va graduar en Arqueologia a la Facultat de Lletres de Ljubljana.
A finals dels 90 va entrar al món del cinema com a guionista, poc després com a actor i finalment com a director de cinema.
Les seves pel·lícules s'han projectat en més de 200 festivals d'arreu del món i han rebut més de 60 premis. Els premis més notables que va rebre van ser el Lleó del futur al Festival de Cinema de Venècia i el premi al millor director novell al Festival de Cinema de Sant Sebastià.
Les seves pel·lícules s'han emès a diversos països europeus per televisions conegudes com TV1000, RAI, HBO, ARTE, SBS Austràlia.
Cvitkovič va rebre el Premi de la Fundació Prešeren a la Universitat de Ljubljana pels seus importants treballs artístics en el camp del cinema i la televisió.
És membre de l'Acadèmia de Cinema Europeu i també ha estat membre del jurat de diversos festivals internacionals de cinema a Locarno, Sarajevo, Miami, Gijón, Palm Springs, Varsòvia, Skopje, Herceg Novi i Belgrad.
Va ser professor convidat a la University of Pennsylvania (UPenn), on es van projectar els seus llargmetratges.
Cvitkovič també és el cofundador de la productora cinematogràfica STARAGARA i l'iniciador i president honorari del Festival Internacional de Cinema Kino Otok(Isola Cinema).

## Filmografia

### Llargmetratges
- 2001 : Kruh in mleko
- 2005 : Odgrobadogroba amb Mojca Fatur
- 2011 : Arheo
- 2015 : Siska Deluxe
- 2017 : Druzinica

### Curtmetratges
- 2003 : Srce je kos mesa
- 2008 : Vem
- 2009 : To je zemlja, brat moj
- 2011 : Hundred Dogs
- 2015 : Ljubezen na strehi sveta
- 2016 : Ribolov
- 2018 : Versopolis